# ريكو (رسام)
ريكو هو رسام سويسري، ولد في 13 أكتوبر 1915 في بازل في سويسرا، وتوفي في 27 مارس 1972 في Ropraz ‏ في سويسرا.